# Krosigk
Krosigk este o comună din landul Saxonia-Anhalt, Germania.